# David Krejčí
David Krejčí (ur. 28 kwietnia 1986 w Šternberku) – czeski hokeista, reprezentant Czech, trzykrotny olimpijczyk.

## Kariera
- HC Ołomuniec U18 (2000–2001)
- HC Oceláři Trzyniec U18 / U20 (2001–2003)
- HC Kladno U20 (2003–2004)
- Hull Olympiques (2004–2006)
- Providence Bruins (2006–2007)
- Boston Bruins (2007-2021)
  -  HC Pardubice (2012)
- HC Ołomuniec (2021-2022)
- Boston Bruins (2022-2023)

Wychowanek klubu HC Šternberk. Od 2007 zawodnik Boston Bruins. W grudniu 2011 przedłużył kontrakt z klubem o trzy lata. Od września do grudnia 2012 roku na okres lokautu w sezonie NHL (2012/2013) związał się z klubem HC Pardubice (wraz z nim w tym czasie w klubie grali inni Czesi z NHL: Aleš Hemský i Jakub Kindl). We wrześniu 2014 przedłużył kontrakt z Bruins o sześć lat. Na początku sierpnia 2021 ogłoszono jego angaż do macierzystego klubu HC Ołomuniec. W sierpniu 2022 podpisał roczny kontrakt z Boston Bruins. W sierpniu 2023 ogłosił zakończenie kariery.
Uczestniczył w turniejach mistrzostw świata w 2008, 2012, 2018 oraz zimowych igrzysk olimpijskich 2010, 2014, 2022.

## Sukcesy i nagrody
Reprezentacyjne
- Brązowy medal mistrzostw świata juniorów do lat 18: 2004
- Brązowy medal mistrzostw świata juniorów do lat 20: 2005
- Brązowy medal mistrzostw świata: 2012, 2022

Klubowe
- Puchar Stanleya: 2011 z Boston Bruins
- Prince of Wales Trophy: 2011, 2013 z Boston Bruins
- Presidents’ Trophy: 2014 z Boston Bruins
- Mistrzostwo konferencji NHL: 2011, 2013, 2014 z Boston Bruins
- Mistrzostwo dywizji NHL: 2009, 2011, 2012, 2014 z Boston Bruins

Indywidualne
- AHL (2006/2007):
  - Pierwsze miejsce w klasyfikacji asystentów w fazie play-off wśród pierwszoroczniaków
- NHL (2008/2009):
  - NHL Plus/Minus Award – pierwsze miejsce w klasyfikacji +/− w sezonie zasadniczym: +37
- NHL (2010/2011):
  - Pierwsze miejsce w klasyfikacji strzelców w fazie play-off: 12 goli
  - Pierwsze miejsce w klasyfikacji kanadyjskiej w fazie play-off: 23 punktów
- NHL (2013/2014):
  - NHL Plus/Minus Award – pierwsze miejsce w klasyfikacji +/− w sezonie zasadniczym: +39
- Mistrzostwa Świata w Hokeju na Lodzie 2018/Elita:
  - Jeden z trzech najlepszych zawodników reprezentacji w turnieju[7]
- Hokej na lodzie na Zimowych Igrzyskach Olimpijskich 2022 – turniej mężczyzn:
  - Czwarte miejsce w klasyfikacji skuteczności we wznowieniach turnieju: 64,04%[8]
- Mistrzostwa Świata w Hokeju na Lodzie 2022 (elita):
  - Czwarte miejsce w klasyfikacji asystentów w turnieju: 9 asyst[9]
  - Szóste miejsce w klasyfikacji kanadyjskiej w turnieju: 12 punktów[10]
  - Trzecie miejsce w klasyfikacji skuteczności we wznowieniach w turnieju: 62,34%[8]

Wyróżnienie
- Złoty Kij: 2013[11]